# 小行星2367
小行星2367（2367 Praha）是一颗围绕太阳公转的小行星。1981年1月8日，安東寧·姆爾科斯在克萊季发现了此天体。
該小行星以捷克的首都布拉格命名。
这颗小行星的绝对星等为298.01121等。